# Zkouška tvrdosti podle Knoopa
Zkouška tvrdosti podle Knoopa je metoda měření mikrotvrdosti – zkouška mechanické tvrdosti, která se používá především u velmi křehkých materiálů nebo tenkých desek, kde lze pro zkušební účely udělat jen malý vroubek. Do vyleštěného povrchu materiálu se po určenou dobu vtlačuje špička diamantového jehlanu s poměrem úhlopříček 7:1, úhly 130° a 172,5°. Zátěžová síla na tento indentor se pohybuje v rozmezí 25 – 3600 gf. Poměr délky úhlopříčky k hloubce je 1/30 Výsledek testu, tedy hloubka vytvořeného otisku, se měří pomocí mikroskopu.

Srovnání Mohsovy a Knoopovy škály

Tvrdost podle Knoopa (HK) je pak dána vzorcem:
{\displaystyle HK={{{\textrm {load}}({\mbox{kgf}})} \over {{\textrm {impression\ area}}({\mbox{mm}}^{2})}}={P \over {C_{p}L^{2}}}}
kde:
L = délka delší úhlopříčky vtisku [mm]
Cp = korekční faktor daný tvarem indentoru, ideálně 0.070279
P = zátěžová síla
anebo bezrozměrně:
HK = (1,4509 . F) / l2
F – zatížení (působící síla) [N],
l – délka delší úhlopříčky vtisku [mm].
Otisky při použití Koopovy metody jsou při stejném zatížení téměř trojnásobně delší a mělčí než u zkoušky podle Vickerse.
| Materiál       | HK   |
| -------------- | ---- |
| Zubovina       | 68   |
| Zlato fólie    | 69   |
| Sklovina zubu  | 343  |
| Křemen         | 820  |
| Karbid křemíku | 2480 |
| Diamant        | 7000 |